# Margot van Geffen
Pour les articles homonymes, voir Geffen.
Margot van Geffen est une hockeyeuse sur gazon néerlandaise née le 23 novembre 1989 à Tilbourg. Elle débute en équipe nationale en juin 2011 lors des championnats d'Europe où elle décroche sa première médaille d'or internationale. Elle évolue au poste de défenseur (numéro 23) et participe à tous les succès de l'équipe féminine.
Elle remporte la Coupe du monde en 2014. Elle fait partie de l'équipe néerlandaise championne aux  Jeux de Londres en 2012 et vice-championne Jeux de Rio en 2016. Elle rate un penalty en finale dans la séance des tirs au but alors qu'en demi-finale, elle avait apporté un point décisif dans le type d'épreuve. 